# Charles Bugbee

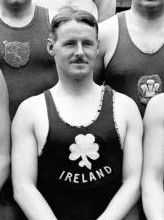
Foto de Charles G. Bugbee nas olímpiadas de 1920 na Antuérpia.

Charles G. Bugbee (Stratford, 29 de agosto de 1887 - 18 de outubro de 1959) foi um jogador de polo aquático britânico, bicampeão olímpico.
Charles Bugbee fez parte do elenco campeão olímpico de Londres 1912 e Antuérpia 1920